# Telavi
Ne doit pas être confondu avec Tel-Aviv.
Telavi (en géorgien : თელავი) est la principale ville et le centre administratif de la province de Kakhétie (Géorgie orientale). Sa population était de 19 629 habitants en 2014. La ville est située au pied de la chaîne de montagnes Tsiv-Gombori, à 490 mètres d'altitude.

## Histoire
Les plus anciennes trouvailles archéologiques à Telavi datent de l'Âge du bronze. L'une des plus anciennes mentions de la ville date du IIe siècle par le géographe grec Claude Ptolémée, qui mentionne le nom de Telada (une référence à Telavi) comme une ville du royaume d'Ibérie. Telavi commence à devenir un centre politique et administratif important dès le VIIIe siècle. Une information intéressante est donnée par le géographe arabe Al-Muqaddasi au Xe siècle : Telavi comme une ville importante du Caucase, comparée à Tbilissi, Shamkhor, Gandja, Shemakhor et Shirvan. Au sujet de la population, Al-Muqaddasi ajoute que la ville est majoritairement chrétienne.

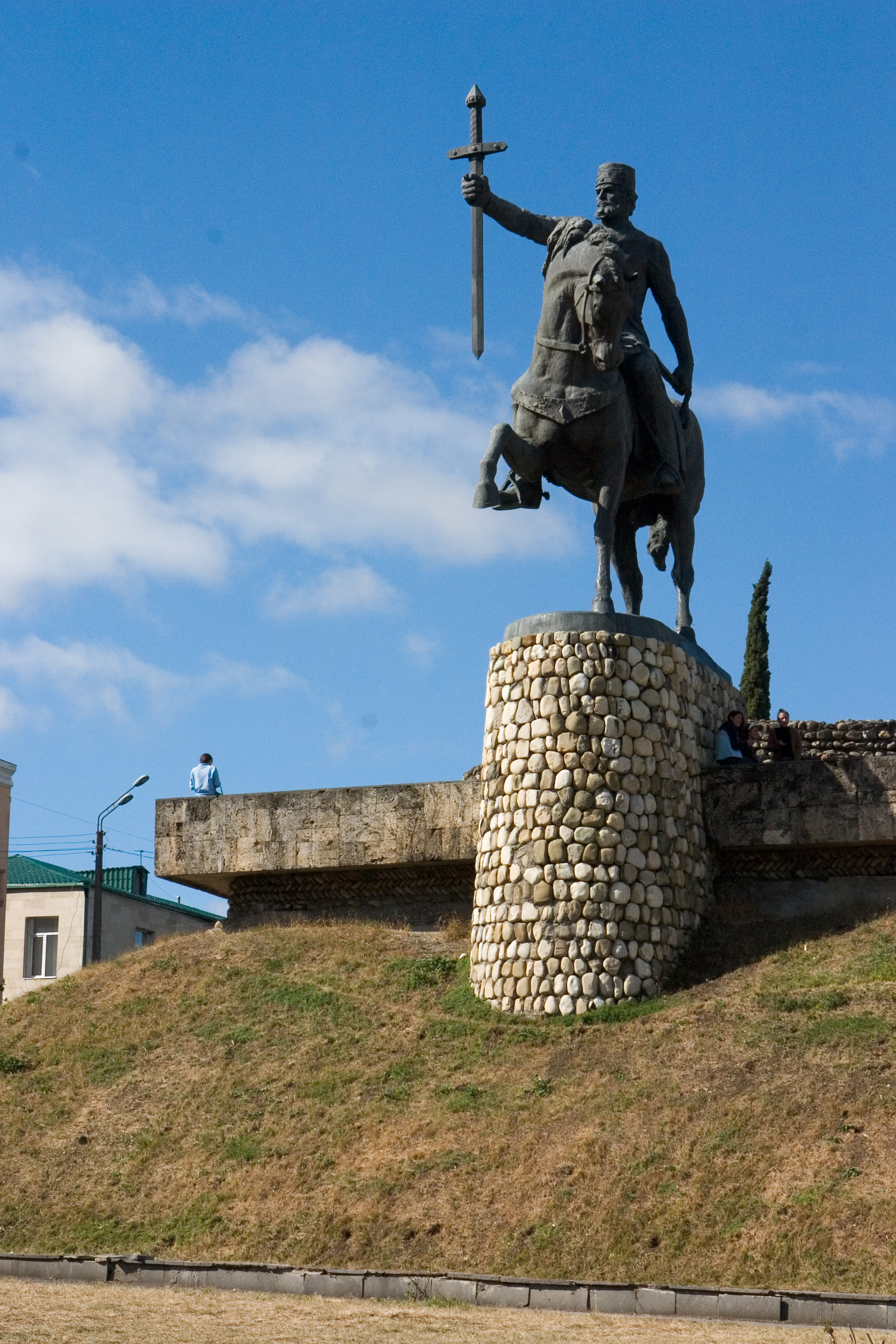
Statue dédié à Héraclius II à Telavi.

Du Xe au XIIe siècle, Telavi sert de capitale au royaume de Kakhétie. 
Durant le célèbre Âge d'Or du royaume de Géorgie, elle devient un des plus importants centres politiques et économiques de l'État géorgien. 
Après la désintégration du Royaume unifié au XVe siècle, elle redevient progressivement une simple petite ville, vivant principalement du commerce et de l'agriculture. 
Ce déclin est bientôt suivi par un nouvel essor politique dès le XVIIe siècle. 
La ville regagne de son importance et en 1762, elle devient la seconde capitale (après Tbilissi, où se situe l'administration du pays), du royaume uni de Karthl-Kakhétie (Géorgie orientale). 
Le règne du roi Héraclius II constitue une époque spéciale pour l'histoire de Telavi.
Durant cette période (1744-1798), elle s'agrandit pour devenir un centre stratégique et culturel du Caucase entier. Héraclius II y établit un séminaire théologique et y fait construire un théâtre. 
Les réformes du roi touchent également le reste du pays et la vie de ses habitants change à jamais. 
Il transforme à la fois l'orientation politique et culturelle de la Karthl-Kakhétie et entraîne avec lui le reste de la Géorgie. 
Son nom devient bientôt symbole de liberté et de l'indépendance nationale du peuple géorgien. 
Héraclius II est toujours appelé de manière affective « Patara Kakhi », littéralement « Petit Kakh », et ses exploits héroïques sont décrits dans le folklore géorgien.

### Occupation russe
En 1801, après l'annexion du royaume de Karthl-Kakhétie par la Russie impériale, Telavi perd son statut de capitale.
Au XIXe siècle, la ville reçoit le titre de centre administratif d'un ouïezd (subdivision administrative russe) du gouvernement de Tbilissi. 
Durant cette période, l'économie de la ville se compose principalement de petites industries (peinture, poterie, etc.), de commerce et d'agriculture (culture de la vigne). 
La population de la ville est alors d'environ 12 000 habitants à la fin du XIXe siècle, dont pas moins de 2 000 Arméniens, réfugiés de l'Empire ottoman.

## Héritage

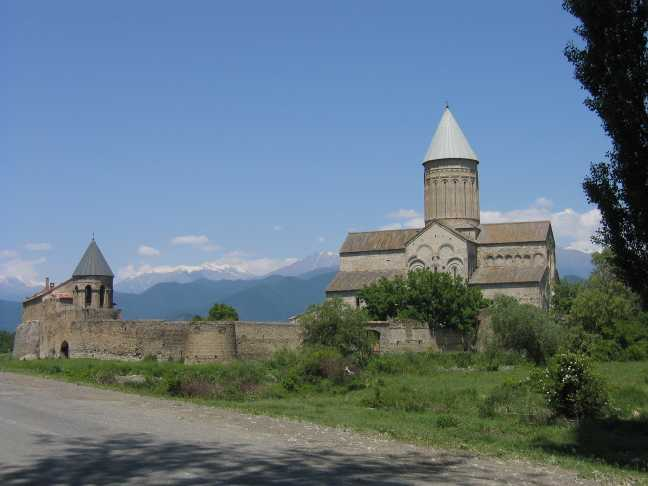
Cathédrale d'Alaverdi.

Telavi et ses alentours sont riches historiquement, architecturalement et naturellement. D'importants monuments sont toujours préservés, dont :
- le Dzveli Galavani (anciens murs), forteresse des premiers rois de Kakhétie (IXe – Xe siècles);
- les églises de Sainte-Marie (XVIe siècle) et de la Sainte-Trinité (VIe siècle);
- la forteresse Batonis Tsikhe (en) (fort du maître), construite au XVIIe siècle (unique résidence médiévale royale bien préservée du pays);
- la Korchibachichvilevis Tsikhè, château de la famille noble Korchibachichvili (XVIe siècle);
- la Vakhvakhichvilebis Tsikhè, château de la famille noble Vakhvakhichvili (XVIIIe siècle).

Telavi est l'unique ville de Géorgie où quatre vestiges de fortifications datant de différentes périodes historiques restent relativement intacts. À la suite de ce fait, les architectes, les professeurs et les historiens de l'art considèrent Telavi comme la ville la plus « médiévale » du pays. Un autre élément remarquable de la ville est un sycomore, âgé de 900 ans, qui mesure 45 mètres de haut et 12,4 mètres de circonférence à la base.

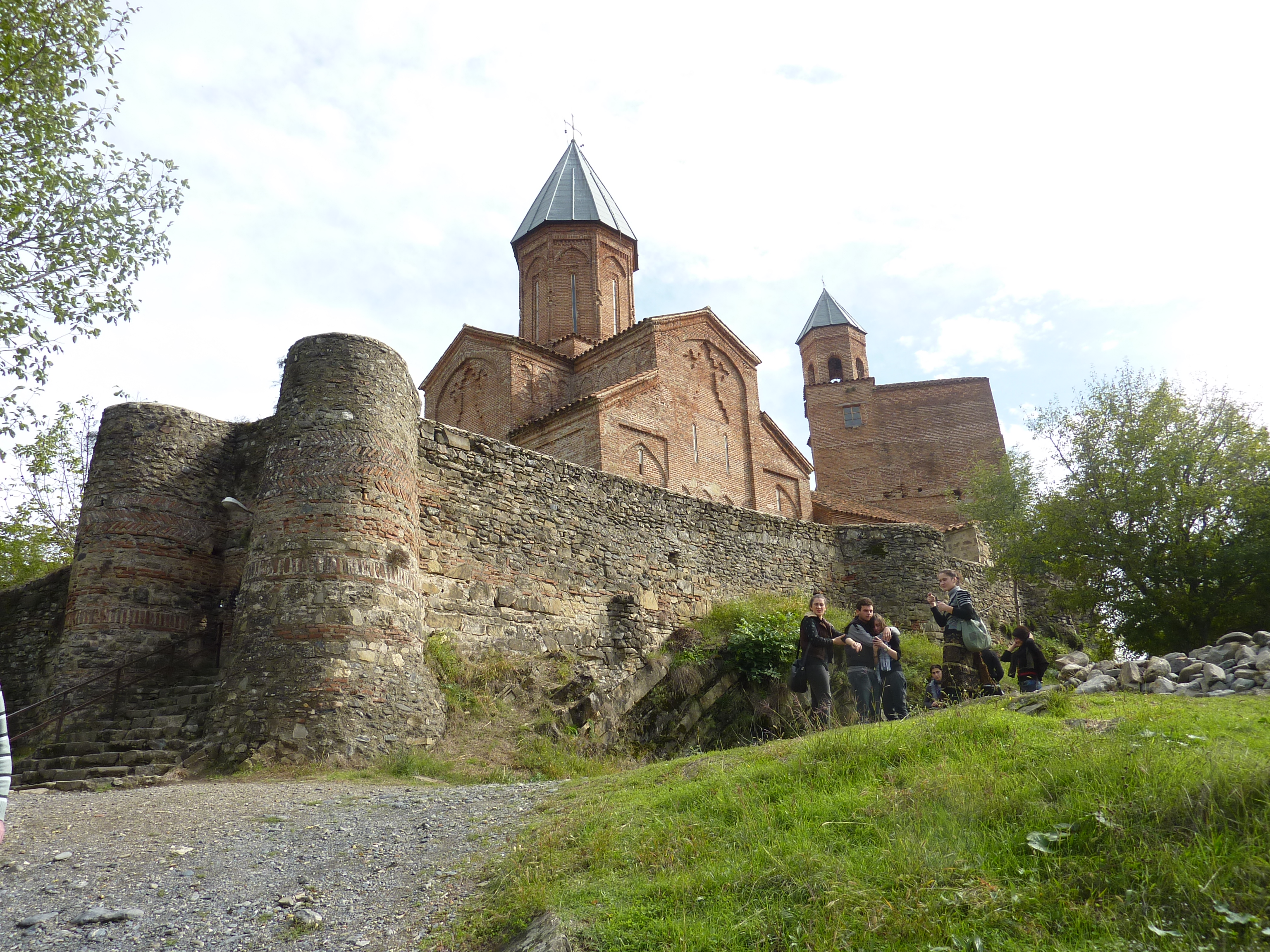
L'église fortifiée de Gremi (1565).

Les autres monuments notables de la région de Telavi sont la cathédrale d'Alaverdi du (XIe siècle), la seconde cathédrale la plus haute après la récente cathédrale de Samebà à Tbilissi) ; l'Académie d'Ikalto du (VIIIe – XIIe siècles), là où le célèbre écrivain géorgien Chota Roustaveli étudia ; l'église de Saint-Georges (dédiée au saint patron de la Géorgie) ; les ruines de la ville et du château de Gremi (ancienne capitale de la Kakhétie du XVe au XVIIe siècle) ; les monastères de Chouamta (un complexe de trois églises datant du VIe au VIIIe siècle) ; Akhali Chouamta, un monastère près du précédent ; le monastère de Nekressi, et bien d'autres.

## Géographie

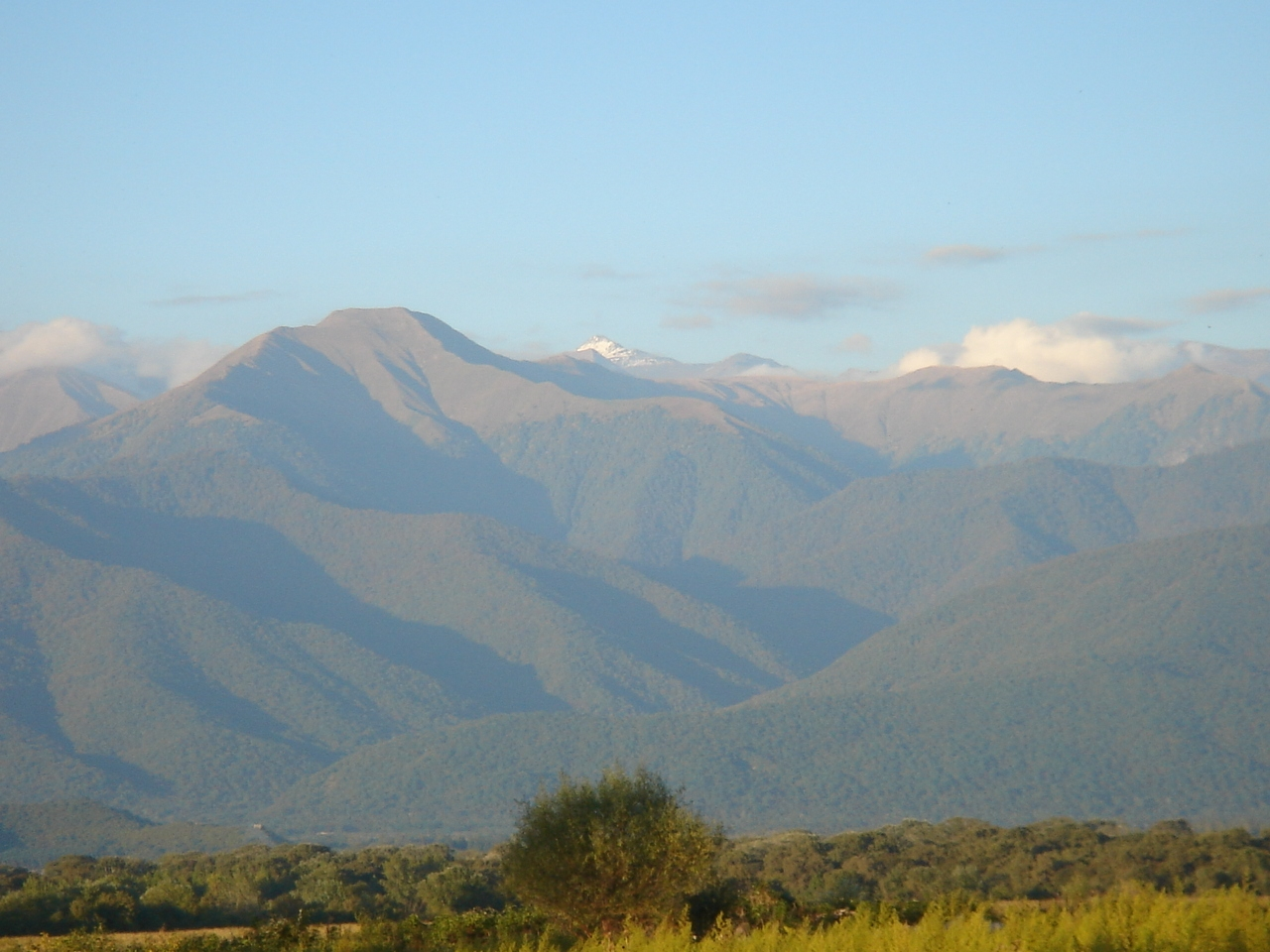
Vallée de l'Alazani

Elle fait face à la chaîne montagneuse de Tsiv-Gombori au sud et au sud-ouest et borde la vallée de l'Alazani au nord et à l'est. La chaîne du Grand Caucase, qui débute au nord de la vallée, peut être vue de toute la ville.
Aujourd'hui, la ville de Telavi est reliée à la capitale Tbilissi par deux routes. La plus utilisée des deux (également la mieux pavée) traverse les aires rurales de la Kakhétie et est plus longue (la longueur de la route est d'environ 156 km) que l'autre, qui rencontre des obstacles tels que la chaîne des montagnes Gombori. Celle-ci, longue d'environ 96 km, permet de traverser les monts de la chaîne de Karthlie. Des travaux de réaménagement se sont achevés en 2010.
En raison de sa beauté, de ses monuments historiques et, plus important, de l'hospitalité et de la réputation de gentillesse de ses résidents, Telavi est une destination populaire auprès des touristes visitant la Géorgie.

## Personnalités
- Héraclius II (roi de Géorgie)
- Givi Chokheli (1937-1994), footballeur
- Kakhi Asatiani (1947-2002), footballeur
- Ana Matnadzé (1983-), joueuse d'échecs

## Jumelages
- Allemagne Biberach an der Riß (1987),
- États-Unis Napa (Californie) (1987)
- Pologne Powiat de Sztum
- Pologne Zielona Góra
- Kazakhstan Głubokoje (pl)